# Ooso Comics
Ooso Comics es una editorial de cómics española con sede en Prades, productora de la serie original Supercatalán y las adaptaciones de Mazinger Angels o Cutie Honey, entre otros.También se la conoce por editar a menudo sus obras paralelamente en castellano, catalán y euskera.
En 2014, Olga Resina y Sergio Pérez publicaron el primer número de Supercatalán, un superhéroe «cabreado» que lucha contra la corrupción.El protagonista es Almo, un físico aficionado a los cómics que se convierte en superhéroe a raíz de la crisis financiera española de 2008.Inicialmente, los tres primeros volúmenes de la serie se vendían directamente al público, sin distribución en librerías.
En 2018, la editorial anunció que había adquirido los derechos para publicar la edición en castellano y catalán de la serie Mazinger Angels, estrenada en marzo y presentada en el Salón Internacional del Cómic de Barcelona de ese mismo año.
Todavía en 2018, en el marco de la Japan Weekend de Madrid, Ooso anunció que había conseguido la licencia del manga Cutie Honey (Gō Nagai, 1973), que lo editaría en catalán y castellano.
En el Salón del Cómic de Barcelona del año 2022, la editorial anunció que publicaría el manga X-Venture: el cuerpo en crisis, de nuevo en catalán y castellano, además de euskera, el primer manga que se publicaría en esta lengua.El cómic está enmarcado en su nueva línea editorial Science Manga, dirigida a los niños, con obras de aventuras y educativos.
También el 2022, Ooso anunció que estaba trabajando en la publicación en gallego, aún sin previsión alguna en concreto, y anunciaron de cara al primer trimestre de 2023 la publicación del manga Megaman Megamix. La editorial también mencionó que Kamen Rider Black estaba en negociaciones.

## Lista de cómics editados
| Título                                         | Autor                     | Fecha de publicación | N.º de volúmenes |
| ---------------------------------------------- | ------------------------- | -------------------- | ---------------- |
| Mazinger Angels                                | Gō Nagai                  | 2018-2019            | 4                |
| Cutie Honey, the Legend                        | Gō Nagai                  | 2019                 | 1                |
| Mazinger Otome                                 | Mikio Tachibana, Gō Nagai | 2019                 | 1                |
| Mazinger Otome Taisen                          | Mikio Tachibana, Gō Nagai | 2019                 | 1                |
| Cutie Honey 90's                               | Gō Nagai                  | 2019-2020            | 2                |
| Dynamic Heroes                                 | Gō Nagai                  | 2019-2021            | 4                |
| Dororon Enma-kun                               | Gō Nagai                  | 2020-2021            | 2                |
| Kamen Rider                                    | Shotaro Ishinomori        | 2021                 | 3                |
| Himitsu Sentai Gorenger                        | Shōtarō Ishinomori        | 2022                 | 1                |
| Getter Robot                                   | Gō Nagai, Ken Ishikawa    | 2022                 | 2                |
| X-Venture, el cuerpo en crisis                 | Hot-Blooded Souls         | 2022-2023            | 3                |
| Megaman Megamix                                | Hitoshi Ariga             | 2023                 | 2                |
| Silverday, cuento de hadas de Viernes de plata | Mutsumi Hagiiwa           | 2023-2024            | 3                |

## Obras originales
| Título       | Autor                     | Fecha de publicación | Nº. de volúmenes |
| ------------ | ------------------------- | -------------------- | ---------------- |
| Supercatalán | Olga Resina, Sergio Pérez | 2014                 | 4                |